# ECCO City Green
El ECCO City Green es un equipo de fútbol de Botsuana que juega en la Primera División de Botsuana Norte, una de las ligas que conforman la segunda categoría del país.

## Historia
Fue fundado en 1992 en la ciudad de Francistown, la segunda ciudad más grande de Botsuana en un periodo donde había división en el sistema federativo del fútbol en Botsuana.
El club logró el ascenso a la Liga Premier de Botsuana en la temporada 2004 luego de ganar el grupo de playoff de ascenso, y en su primera temporada en la máxima categoría quedaron en 9.º lugar.
Dos temporadas más tarde el club consiguió lo que hasta el momento es su mayor logro, el cual ha sido ganar la Liga Premier de Botsuana. Lamentablemente para el club en la temporada 2014/15 descendieron de categoría, no sin antes haber ganado dos títulos de copa en años consecutivos.

## Palmarés
- Liga Premier de Botsuana: 1

2006/07
- Copa Independencia de Francistown: 2

2009, 2010

## Jugadores

### Jugadores destacados
- Malepa Bolelang

## Entrenadores
- Barry Daka (2007)[7]